# Saucy Dog
Saucy Dog(일본어: サウシードッグ)는 2013년에 결성된 일본의 록 밴드이다. 이 밴드는 보컬리스트 겸 기타리스트 이시하라 신야, 베이시스트 아키자와 카즈키, 드러머 세토 유이카로 구성되어 있다. 2017년 5월 24일 익스텐디드 플레이(EP) "Country Road"로 데뷔했다. 노래 "Cinderella Boy"는 2021년 출시 이후 누적 5억 4천만 개 이상의 스트리밍을 기록하며 일본에서 가장 많이 스트리밍된 노래 중 하나이다.

## 구성원
- 이시하라 신야
- 아키자와 카즈키
- 세토 유이카